# Vaxgul bägarlav
Vaxgul bägarlav (Cladonia carneola) är en lavart som först beskrevs av Elias Fries, och fick sitt nu gällande namn av Elias Fries. Vaxgul bägarlav ingår i släktet Cladonia och familjen Cladoniaceae.  Arten är reproducerande i Sverige. Inga underarter finns listade i Catalogue of Life.

## Källor

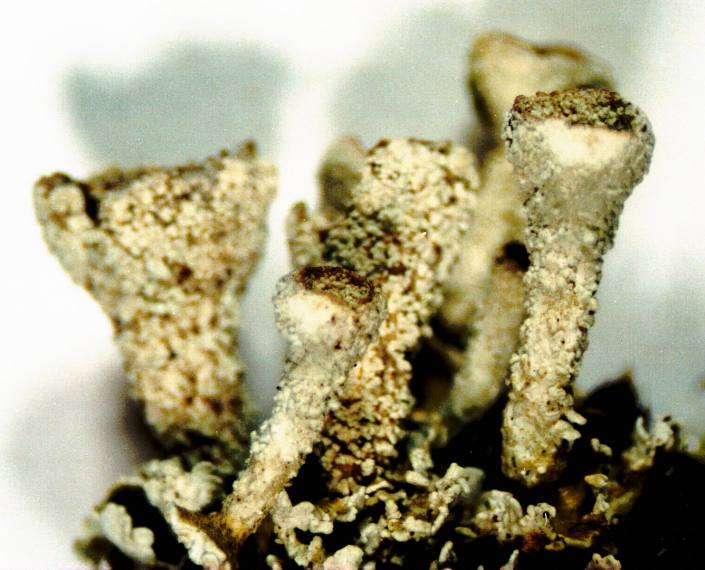
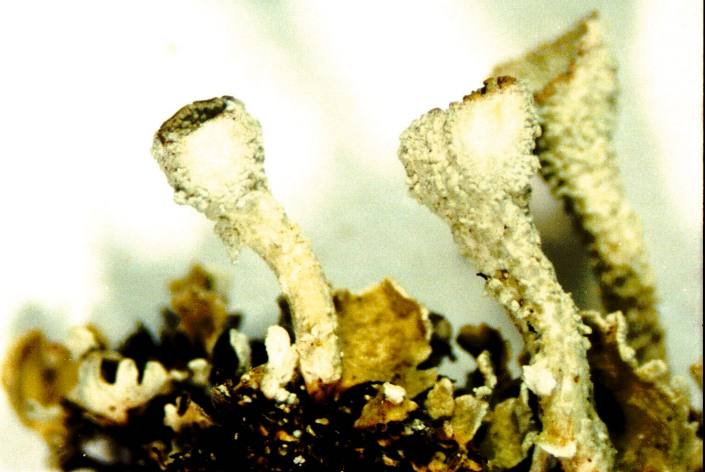
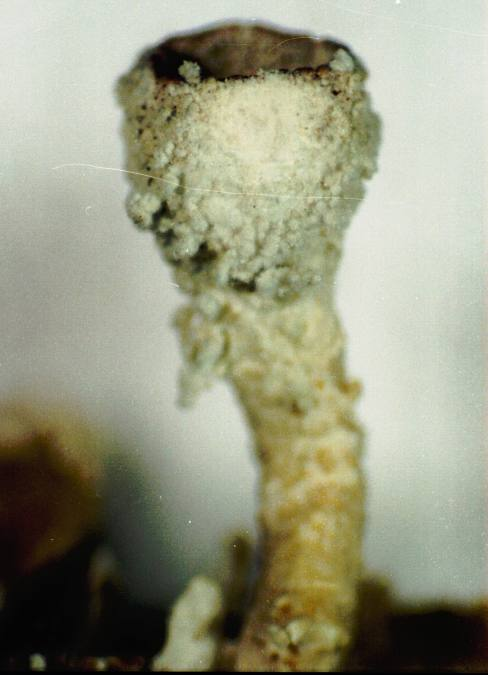
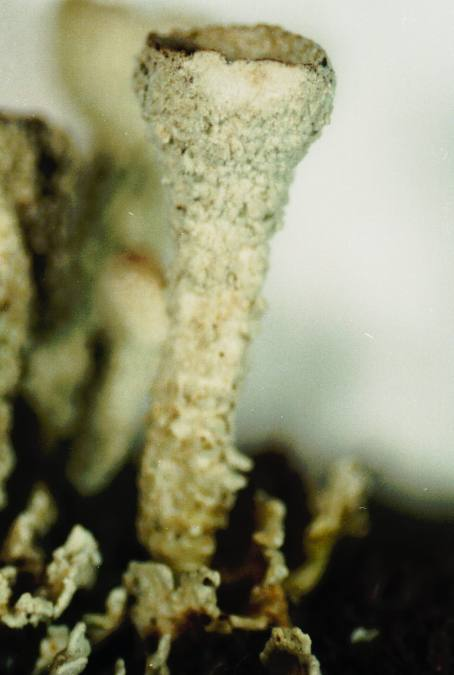
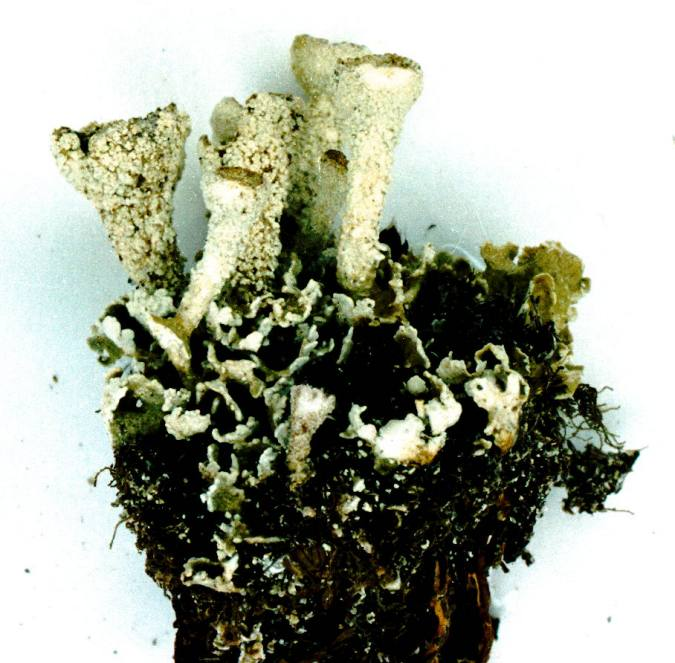